# صدف الیمپیا
صدف الیمپیا (نام علمی: Ostrea conchaphila) نام یک گونه از تیره چروک‌صدفان است.